# Lamazière-Basse
Lamazière-Basse – miejscowość i gmina we Francji, w regionie Nowa Akwitania, w departamencie Corrèze.
Według danych na rok 1990 gminę zamieszkiwało 276 osób, a gęstość zaludnienia wynosiła 6,3 osoby/km².